# Merkel-Raute

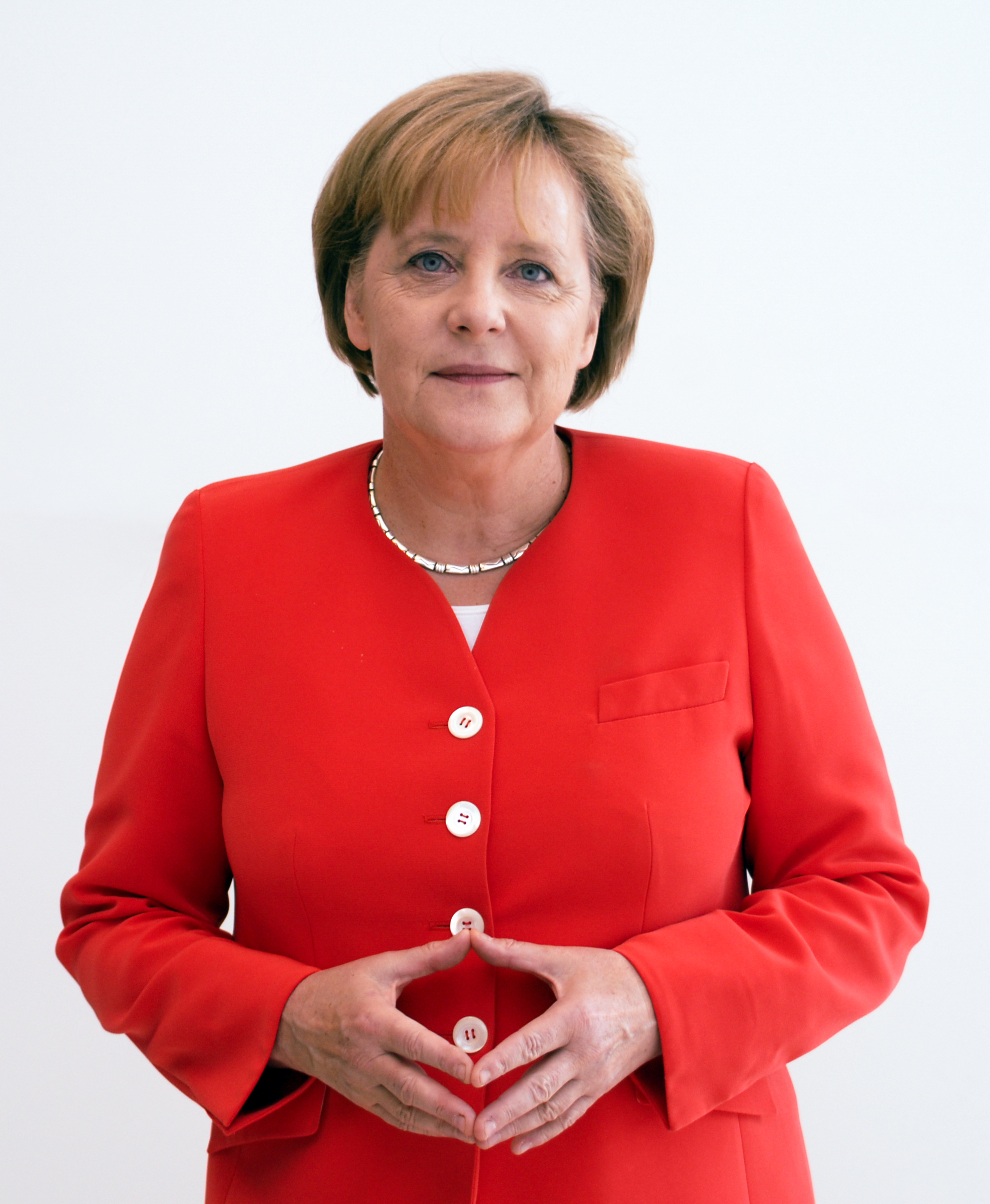
Angela Merkel mit Merkel-Raute (2010)

Als Merkel-Raute (auch Merkel-Dach oder Raute der Macht) wird eine Haltung der Arme und Hände bezeichnet, bei der die Hände mit den Innenflächen so vor dem Bauch gehalten werden, dass die Daumen und Zeigefinger sich an den Spitzen berühren und in etwa die Form einer Raute beschreiben. Benannt ist die Geste nach der ehemaligen deutschen Bundeskanzlerin Angela Merkel, bei der diese Form der Handhaltung zu einem charakteristischen Teil ihres Auftretens in der Öffentlichkeit geworden ist. Verschiedene Medien bezeichneten sie als „eine der bekanntesten Handgesten der Welt“.

## Rezeption

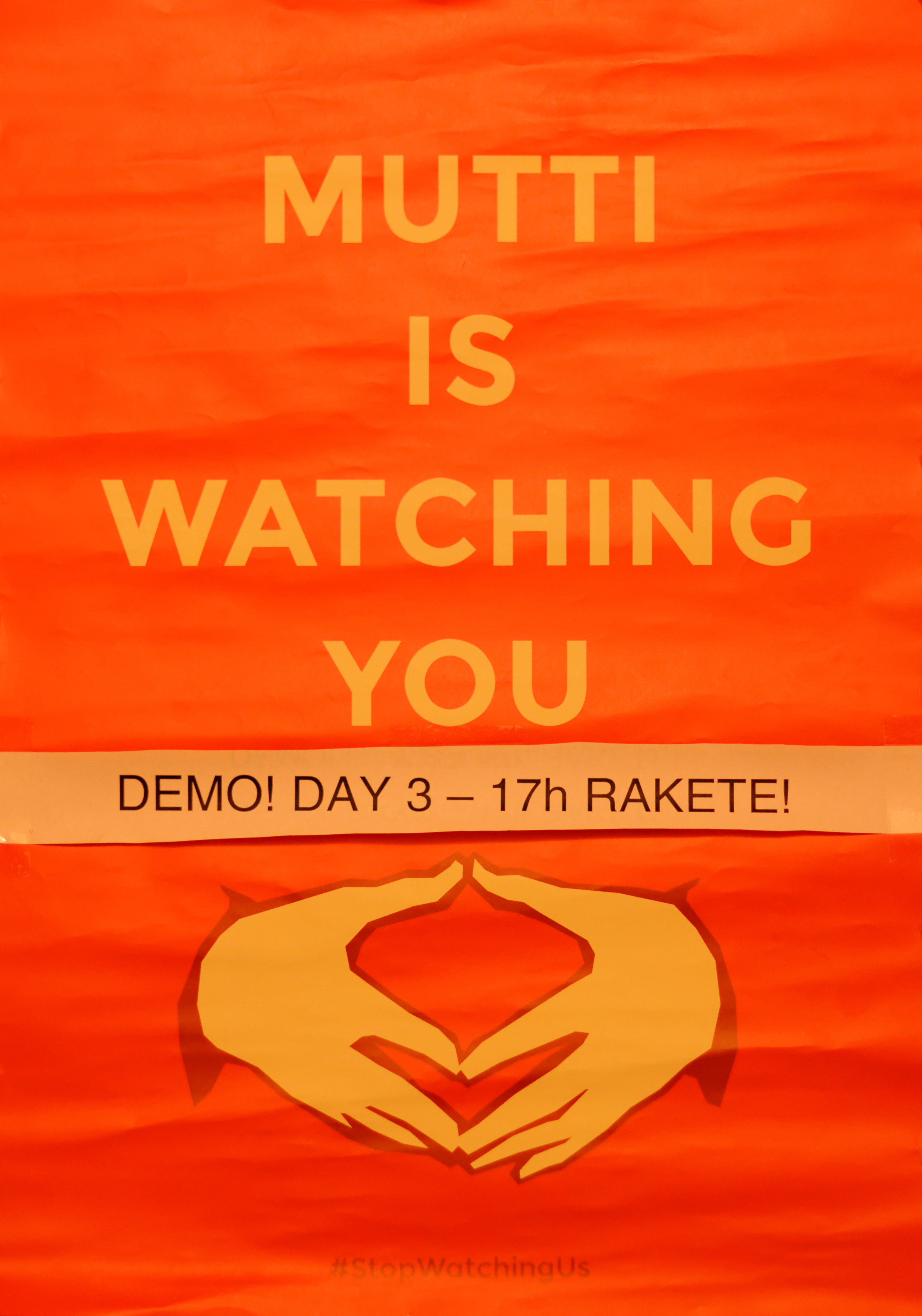
31C3-Demoplakat „Mutti is watching you“

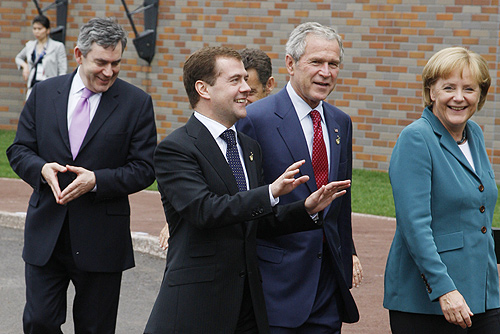
Gordon Brown, damaliger britischer Premierminister (links), kopiert lächelnd die Merkel-Raute beim G8-Gipfel im Juli 2008

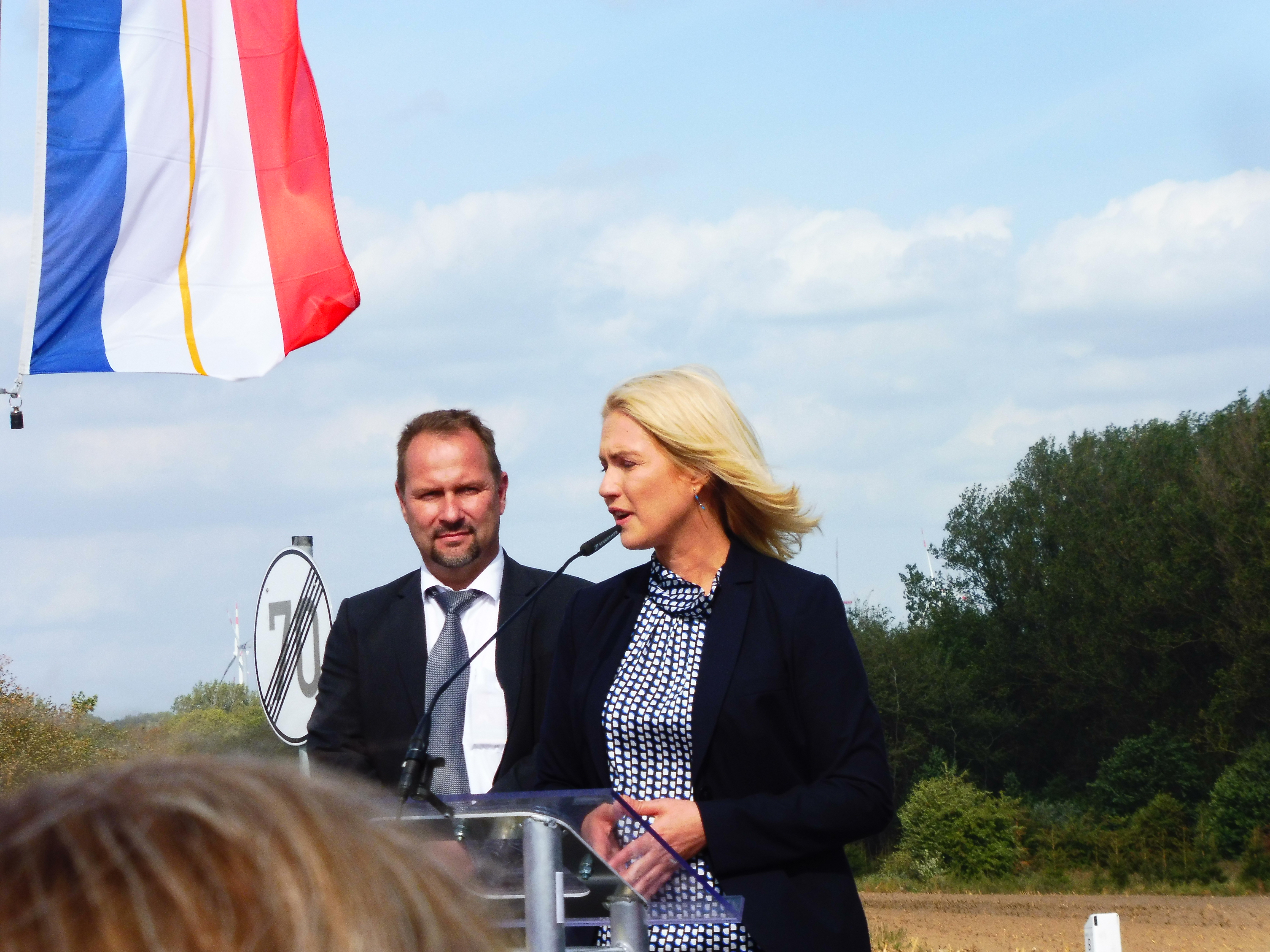
Merkel-Raute, gezeigt durch Manuela Schwesig (SPD), Ministerpräsidentin von Mecklenburg-Vorpommern (2018)

Die Merkel-Raute begründete eine Diskussion über nonverbale Kommunikation und löste öffentlich geäußerte Spekulationen über die Bedeutung dieser Geste aus. Darüber hinaus wurde die Geste zu einem Wahlkampfthema, insbesondere über die Zulässigkeit und Grenzen von Wahlwerbung.
Die CDU-Strategen nutzten die Merkel-Raute im Rahmen einer Personalisierungsstrategie zur Bundestagswahl 2013 und bildeten sie auf einem 70 Meter × 20 Meter großen Riesenposter in Berlin ab. Das wiederum bewog Netzaktivisten, das Plakat zu persiflieren. Marketingfachleute bewerteten den Diskurs als Internet-Phänomen.
Das britische Wirtschaftsmagazin The Economist interpretierte die Merkel-Raute in Anspielung an Tolkiens Der Herr der Ringe als magischen und gefährlichen Ring: „One ring to rule them all“. „In der Raute liegt die Kraft“, titelte Die Welt auf der Frontseite und wies darauf hin, dass die Raute als Botschaft für sich stehe, für Ruhe und Kraft einer Bundeskanzlerin. Es bedürfe keines weiteren Textes.
Bei Madame Tussauds wurde die Wachsfigur von Angela Merkel im Jahr 2013 bei einer Erneuerung um die charakteristische Merkel-Raute ergänzt.
Mathematisch gesehen stellt dieses Viereck tatsächlich keine Raute, sondern ein Drachenviereck dar, weil Daumen und Zeigefinger nicht gleich lang sind.

## Interpretationen

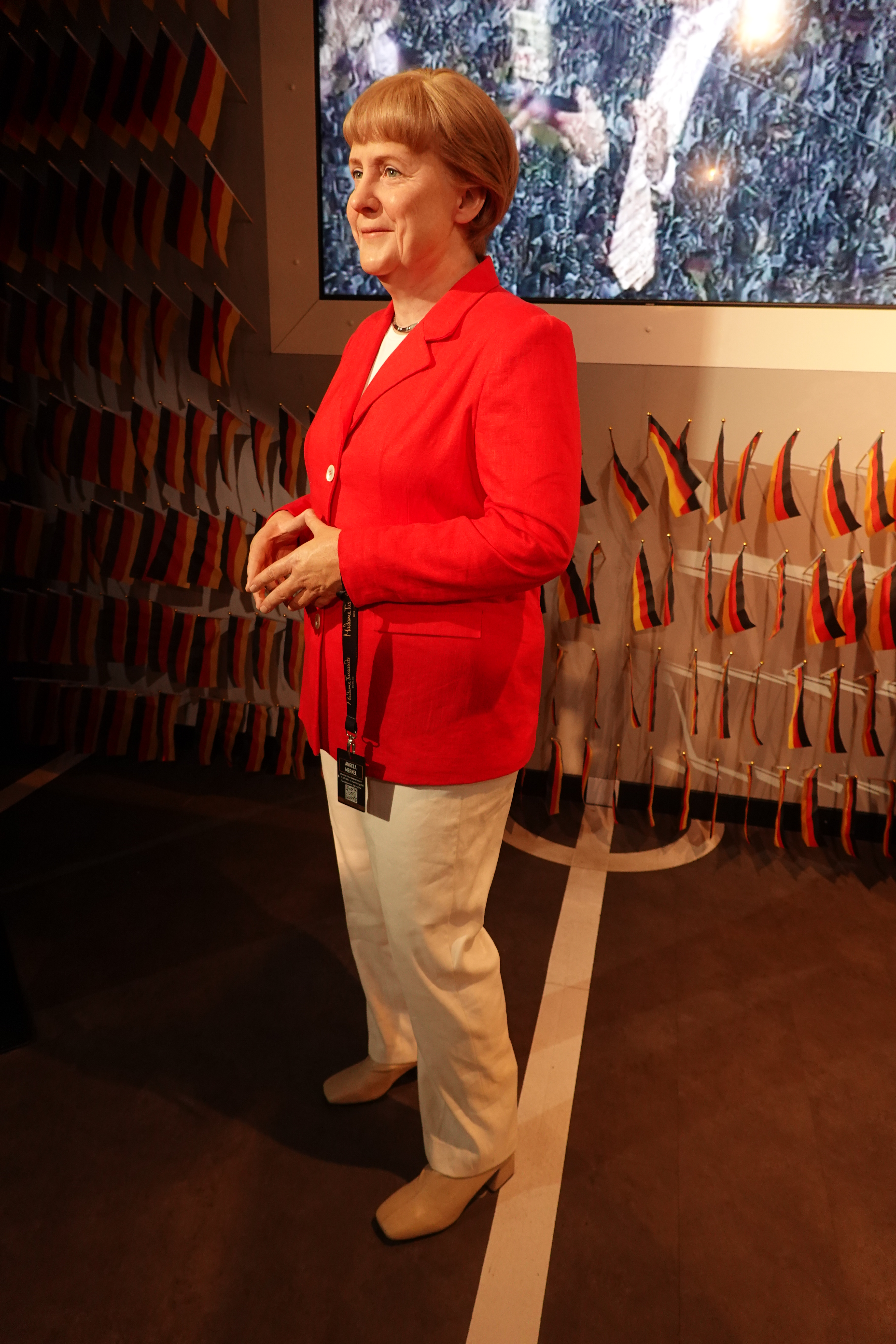
Merkel-Wachsfigur mit Rautengeste bei Madame Tussauds in Berlin

„Die Merkel-Raute soll Besonnenheit ausdrücken und die Fähigkeit, die Dinge zusammenzuführen“ schrieb Thorsten Jungholt in Die Welt in einem Artikel. Merkel selbst soll zu ihrer Handhaltung lediglich gesagt haben: „Es birgt eine gewisse Symmetrie.“ Bereits 2012 erklärte sie, die Raute helfe ihr, den Rücken gerade zu halten.
Nach eigener Aussage hat die Wuppertaler Fotografin Claudia Kempf Merkel die Handhaltung bei einem Fotoshooting für das Magazin Stern vor der Bundestagswahl 2002 empfohlen. Benjamin von Stuckrad-Barre befragte Merkel im Sommer 2009 nach der Geste. Als Antwort gab Merkel dabei an, diese Haltung der Hände garantiere ihr aufrechtes, nicht buckliges Stehen: „Diese Haltung ist die Position, in der ich automatisch den Oberkörper aufrecht halte. […] Nichts anderes heißt das.“
Silke Burmester deutete die Merkel-Raute als Zeichen dafür, dass Merkel – die eine Naturwissenschaftlerin und keine Ausdruckstänzerin sei – die Energie durch das Schließen eines Kreislaufs nach innen durch ihren Körper fließen lasse.
Im Handbuch liturgische Präsenz, dem Standardwerk für angehende Pfarrpersonen, wird die Handhaltung als „pastorale Verlegenheitsgeste“ dargestellt, also eine Handhaltung für den Fall, in dem eine Pfarrperson nicht weiß, was sie mit den Händen machen soll.
Körpersprachforscher sprachen vom „Merkel-Dach“. Dies sei ein Symbol für Brücken und Nachbarschaft.
Das Hamburger Abendblatt zitiert den Pantomimen Samy Molcho, der die Haltung folgendermaßen interpretiert: „Diese nach vorne gesenkte Pyramide wirkt wie ein Keil, wie der Bug eines Eisbrechers: Die nach vorne gerichtete Spitze weist ab und alle entgegenkommenden Angriffe oder Einwürfe werden vom Körper abgeleitet. Bundeskanzlerin Merkel ist nicht aufgeschlossen für Kritik oder andere Meinungen, sondern sie geht ihren Weg vorwärts.“
Der Körpersprache-Experte Stefan Verra erkennt in der Wirkung und Ausführung der Raute in erster Linie eine Geste, die dem Betrachter Aktivität vermittle. Im Gegensatz zu früheren Körperhaltungen mit herunterbaumelnden Armen, erscheine Merkel so aktiver, da die Geste mehr Aufwand erfordere. Darüber hinaus wirke sie mit den leicht aneinanderliegenden Fingerspitzen sehr souverän, da sie auch in anspruchsvollen Situationen ihre Handhaltung nicht ändern würde. Als Nachteil erscheine sie somit aber auch eindimensional und unflexibel. Auch der Eindruck, anpacken zu können, fehle bei der Raute.

## Verbreitung
Im Internet wurden Seiten mit Darstellungen der Merkel-Raute und Bildmontagen angelegt, der Tagesspiegel griff diese Entwicklung als Thema auf und forderte seine Leser auf, ebenfalls Bildmontagen einzureichen. Als Emoticon wird die Merkel-Raute durch ein Kleiner-als- und ein Größer-als-Zeichen gebildet (<>). Dieses Emoticon wurde nach Angaben der CDU für den Bundestagswahlkampf 2013 erfunden.